# Zwischenwässern (Gemeinde Straßburg)
Zwischenwässern war eine bis 1961 bestehende Ortschaft in der Gemeinde Straßburg im Bezirk St. Veit an der Glan in Kärnten und war zeit ihres Bestehens die zweitgrößte Ortschaft der Gemeinde Straßburg.

## Lage
Die Ortschaft Zwischenwässern umfasste die Siedlungen im Osten des Gurktals auf etwa 4 km Länge östlich von Gundersdorf bis zur östlichen Gemeindegrenze von Straßburg.

## Geschichte
Der Ortsname Zwischenwässern bezog sich ursprünglich nur auf die kleine Siedlung am Fuß der Terrasse von Hohenfeld, im Zwickel der Flüsse Gurk und Metnitz, gegenüber von Schloss Pöckstein, die heute zur Ortschaft Pöckstein-Zwischenwässern gehört.
Die Ortschaft Zwischenwässern in weiterem Sinne wurde von der Gründung der Stadtgemeinde Straßburg Mitte des 19. Jahrhunderts bis zur Volkszählung 1961 als Ortschaft geführt. Beginnend mit der Volkszählung 1971 werden statt der früheren Ortschaft Zwischenwässern die Ortschaften Buldorf, Drahtzug, Hackl, Hohenfeld, Pöckstein-Zwischenwässern, St. Magdalen, Unterfarcha und Wilpling geführt.

## Bevölkerungsentwicklung
Für die Ortschaft Zwischenwässern ermittelte man folgende Einwohnerzahlen:
- 1869: 38 Häuser, 252 Einwohner[1]
- 1880: 41 Häuser, 256 Einwohner[2]
- 1890: 34 Häuser, 245 Einwohner[3]
- 1900: 34 Häuser, 312 Einwohner[4]
- 1910: 44 Häuser, 339 Einwohner[5]
- 1923: 41 Häuser, 364 Einwohner[6]
- 1934: 383 Einwohner[7]
- 1961: 57 Häuser, 338 Einwohner[8]

Zum Vergleich: Bei der Registerzählung 2021 hatten die 8 Nachfolgeortschaften von Zwischenwässern in Summe 53 Gebäude und 106 Einwohner.